# Colymbetes substrigatus
Colymbetes substrigatus är en skalbaggsart som beskrevs av Sharp 1882. Colymbetes substrigatus ingår i släktet Colymbetes och familjen dykare. Inga underarter finns listade i Catalogue of Life.